# Colação
Colação é, na Igreja Católica, a forma de provisão de ofícios eclesiásticos por livre escolha da autoridade eclesiástica competente.rege-se pelo cânone 147 do Código de Direito Canónico. Esta autoridade é, na diocese, o bispo (cânone 157).